# Carlos Daniel Pérez
Carlos Daniel Pérez (Cercado, Cochabamba, Bolivia, 19 de febrero de 1999) es un futbolista boliviano. Juega de defensa derecho.

## Clubes
| Club        | País    | Año         |
| ----------- | ------- | ----------- |
| Wilstermann | Bolivia | 2018 - 2023 |

## Palmarés
| Título          | Club        | País    | Año  |
| --------------- | ----------- | ------- | ---- |
| Torneo Clausura | Wilstermann | Bolivia | 2019 |